# Brottewitz
Brottewitz er en bydel i Mühlberg ved Elben i den brandenburgske landkreis Elbe-Elster i Tyskland og ligger omkring tre kilometer nord for byen. Stedet huser cirka 400 indbyggere.